# メルジェッリーナ鋼索線
メルジェッリーナ鋼索線、フニコラーレ・メルジェッリーナ線 (funicolare di Mergellina) または、フニコラーレ・メルジェッリーナ＝ポジッリポ・アルト線 (Funicolare di Mergellina-Posillipo Alto) は、ナポリ市のメルジェッリーナとポジッリポを繋ぐケーブルカーの路線である。ナポリ地下鉄に含まれる。
1931年末、ナポリのケーブルカーとしては最後に建造され、全長550m、高低差147m、平均傾斜角16.87%（最大46%）である。全行程で5つの駅が利用中である。当初は私物であった。

## 豆知識
最下部の区間はきつい傾斜角 (46%) となっているのが特徴で、このためこれらの区間内では駅や軽い車両は傾いてしまい乗客は正しく立っているはずが、地面に対し水平に立っていない様に感じてしまう。

## 路線データ
- 路線距離（営業キロ）：0.57km
- 軌間：1000mm
- 駅数：5駅（起終点駅含む）
- 高低差：147m
- 乗客数：60人

## 駅
| 駅                                      | 連絡 | 備考   |
| --------------------------------------- | ---- | ------ |
| Via Manzoni （マンゾーニ通り）          |      | 操業中 |
| Parco Angelina （アンジェリーナ公園）   |      | 操業中 |
| San Gioacchino （サン・ジョアッキーノ） |      | 操業中 |
| Sant'Antonio （サンタントーニオ）       |      | 操業中 |
| Mergellina （メルジェッリーナ）         |      | 操業中 |

## 路線図
|  |  | Via Manzoni    |  |
|  |  | Parco Angelina |  |
|  |  | San Gioacchino |  |
|  |  |                |  |
|  |  | Sant'Antonio   |  |
|  |  | Mergellina     |  |